# When the Smoke Clears
When the Smoke Clears es el quinto álbum de la banda de rock alternativo Hinder. El álbum fue lanzado el 12 de mayo de 2015 su nuevo sello The End Records y será su primer álbum sin el exvocalista y fundador Austin Winkler. También será el primer álbum que se une Mariscal Dutton como el nuevo vocalista.

## Producción
Después de la noticia de que Austin Winkler dejó el grupo en noviembre de 2013, Hinder era extremadamente inactivo en los medios sociales y su página web. El grupo permaneció en silencio hasta 8 de julio de 2014 cuando publicaron un video en Facebook pidiendo disculpas por su inactividad y anunciaron que habían estado escribiendo canciones para un nuevo álbum mientras buscaban un nuevo vocalista. La banda tocó una serie de espectáculos durante todo el verano de 2014 con Nolan Neal como vocalista. El primer sencillo de la entonces aún sin título quinto álbum, titulado "Hit The Ground", fue lanzado el 24 de noviembre de 2014. 
El 20 de enero de 2015 Hinder anunció oficialmente que el mariscal Dutton, que había escrito y producido música con Hinder desde 2009, fue su nuevo vocalista. Los otros miembros de Hinder dijeron que la voz de Nolan Neal era "demasiado país" para una imagen de rock de la banda. Después de la adición de Dutton, la banda lanzó una versión regrabado de "Hit The Ground" con Dutton en las voces.

## Lista de canciones
| N.º | Título                                        | Escritor(es)                                  | Duración |  |
| 1.  | «Rather Hate Than Hurt»                       | Marshal Dutton, Cody Hanson, Nolan Neal       | 3:36     |  |
| 2.  | «Hit the Ground»                              | Dutton, Hanson, Matthew McGinn, Corey Crowder | 3:29     |  |
| 3.  | «Wasted Life»                                 | Dutton, Hanson, Westin Davis, Erik Dylan      | 3:11     |  |
| 4.  | «If Only for Tonight»                         | Dutton, Hanson, Justin Richards               | 3:37     |  |
| 5.  | «Intoxicated»                                 | Dutton, Hanson, Ryan Hurd, Joey Hyde          | 2:55     |  |
| 6.  | «Dead to Me» (Faktion cover)                  | Dutton, Vencent Hickerson, Brandon Tant       | 3:56     |  |
| 7.  | «Foolish Eyes»                                | Dutton, Hanson                                | 3:26     |  |
| 8.  | «Nothing Left to Lose» (Nine Left Dead cover) | Dutton, Hanson                                | 3:47     |  |
| 9.  | «Letting Me Go»                               | Dutton, Hanson, Neal                          | 3:22     |  |
| 10. | «I Need Another Drink»                        | Dutton, Hanson                                | 3:20     |  |

| F.Y.E. Exclusive 2 Extra Acoustic Tracks |                             |          |  |
| N.º                                      | Título                      | Duración |  |
| 11.                                      | «Hit the Ground» (acústico) | 3:15     |  |
| 12.                                      | «Get Stoned» (acústico)     | 3:46     |  |

## Posiciones
| Listas (2015)                           | Posiciones |
| --------------------------------------- | ---------- |
| Estados Unidos (Top Alternative Albums) | 8          |
| Estados Unidos (Top Hard Rock Albums)   | 3          |
| Estados Unidos (Top Rock Albums)        | 10         |
| Estados Unidos (Billboard 200)          | 75         |

## Personal
- Marshal Dutton - voz principal, guitarra acústica
- Joe Garvey - guitarra principal
- Mark King - guitarra rítmica, coros
- Mike Rodden - bajo eléctrico, coros
- Cody Hanson - batería